# 왜곡집중대

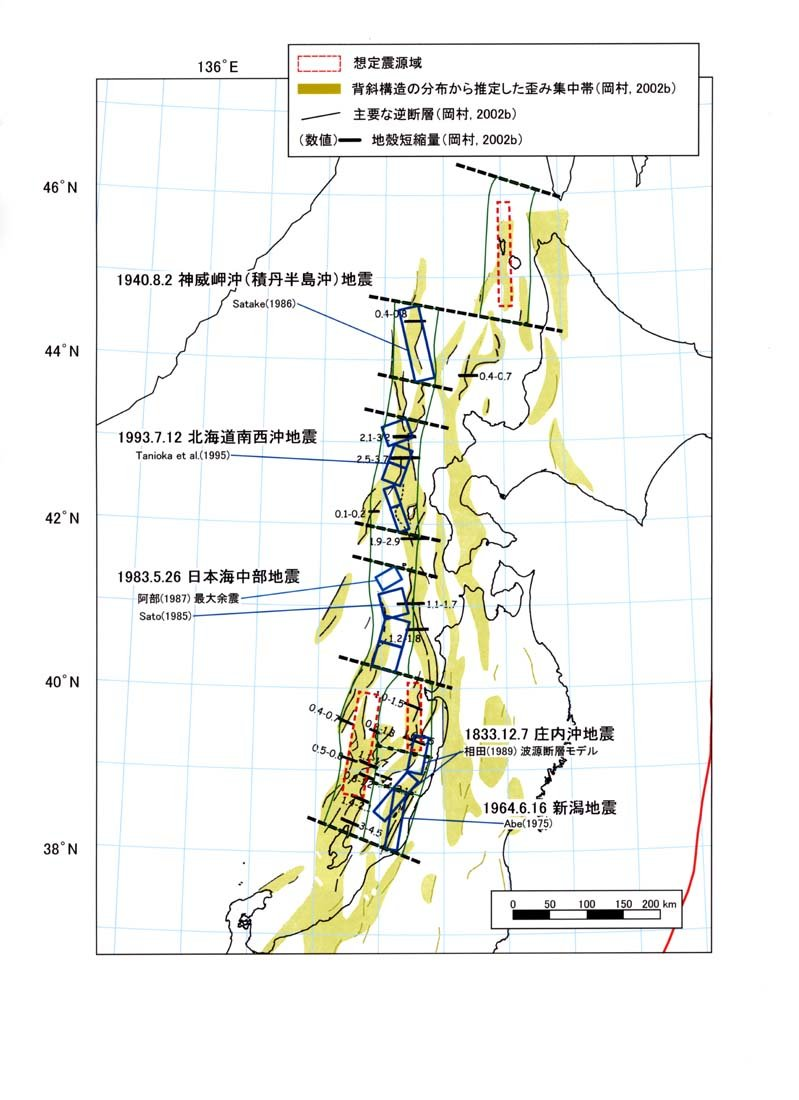
동해 동연 변동대와 왜곡집중대 영역을 그린 지도.

왜곡집중대(歪集中帯)은 특히 지각 변동에 의한 왜곡이 집중되어있는 지역이다. 일본 열도에서는 니가타-고베 왜곡집중대, 동해 동연 변동대 등의 왜곡집중대이 알려져있다.

## 주요 일본의 왜곡집중대

### 동해 동연 변동대
동해 동연 변동대는 동해의 동쪽 끝 일본 열도 부근 지역에서 남북으로 수 백 km 뻗어있는 지질학적 왜곡집중대이다. 북쪽에서 유라시아 대륙과 사할린섬 사이 타타르 해협에서부터 시작해 일본 홋카이도 샤코탄반도 해역과 아키타현 오가반도를 지나 니가타현 해역까지 이어져 있다. 북쪽 끝은 동시베리아을 지나 북극에서 매우 느린 속도로 확대되고 있는 난센-가켈 해령을 거쳐 대서양 중앙 해령까지 이어져 있다. 하지만 대서양 중앙 해령의 발산 운동으로 시베리아 북쪽의 랍테프해에 있는 파데옙스키섬 부근을 회전축으로 일본쪽 변동대는 서쪽에서 동쪽 방향으로 수렴 운동을 하고 있다.

### 니가타-고베 왜곡집중대
니가타-고베 왜곡집중대는 다음의 지역에 분포한다.
- 야마가타현 해역
- 니가타현
- 니가타현 해역
- 도야마현의 일부
- 나가노현의 일부
- 기후현의 일부
- 후쿠이현의 일부
- 교토부의 일부
- 시가현
- 미에현의 일부
- 나라현의 일부
- 오사카부
- 효고현의 일부
- 오사카만

니가타-고베 왜곡집중대에서 발생한 주요 지진
- 덴쇼 지진
- 게이초 후시미 지진
- 간분 오미-와카사 지진
- 산조 지진
- 교토 지진
- 젠코지 지진
- 히다 지진
- 히에쓰 지진
- 미노-오와리 지진
- 기타타지마 지진
- 기타탄고 지진
- 후쿠이 지진
- 니가타 지진
- 마쓰시로 군발지진
- 나가노현 서부 지진
- 효고현 남부 지진
- 니가타현 주에쓰 지진
- 니가타현 주에쓰 해역 지진
- 2011년 나가노현 북부 지진
- 아와지섬 지진
- 나가노현 가미시로 단층 지진
- 오사카부 북부 지진
- 야마가타현 해역 지진

## 같이 보기
- 니가타-고베 왜곡집중대
- 동해 동연 변동대